# Festiwal Filmowy Opolskie Lamy
Festiwal Filmowy Opolskie Lamy – festiwal filmowy, odbywający się od roku 2003 w Opolu.
Festiwal to Konkurs Etiud Filmowych prezentujący filmy studentów i absolwentów szkół filmowych oraz Konkurs Filmów Amatorskich. 

## Konkursy i cykle
Festiwal dzieli się na dwa konkursy: 
Konkurs Główny - podzielony na kategorie: dokument, fabuła, animacja.
Konkurs Filmów Amatorskich
oraz siedem cykli: 
Dokumentalna Odsłona Kina - najnowsze produkcje dokumentalne polskiej i zagranicznej kinematografii 
Panorama Kina Polskiego - cykl poświęcony polskiej kinematografii widzianej z rozmaitych perspektyw 
Panorama Kina Światowego - najlepsze filmy światowych festiwali ostatniego roku (Cannes , Wenecja, Berlinale, Sundance, Karlowe Wary) 
#Kino - temat cyklu zmienia się co roku 
Retrospektywy - retrospektywy uznanych twórców kina światowego, głównie Laureata Honorowej Lamy 
Lamy Dzieciom - pokazy i wydarzenia dla najmłodszego grona odbiorców 
Seriale – najnowsze, chętnie przez widzów oglądane seriale telewizyjne 

## Honorowa Lama
Od 2008 roku podczas Festiwalu Filmowego Opolskie Lamy przyznawana jest nagroda Honorowej Lamy. To specjalne wyróżnienie dla ludzi świata filmu organizatorzy wręczają za szeroko rozumiany całokształt twórczości.

## Laureaci poszczególnych edycji
| Edycja | Grand Prix                                       | Wyróżnienie                                                                                                 | Nagroda Publiczności                                | Nagroda Dziennikarzy                    | Nagrody specjalne za kreacje aktorskie                                                                                                   | Grand Prix Konkurs Filmów Amatorskich                                    | Grand Prix Konkurs Etiud Filmowych         | Wyróżnienie Specjalne                   | Wyróżnienie w Konkursie Filmów Amatorskich                     | Wyróżnienie w Konkursie Etiud Filmowych w kategorii animacja                  | Wyróżnienia Konkursu Etiud Filmowych - Fabuła              | Nagroda Specjalna Jury w kategorii fabuła | Nagroda Specjalna w Konkursie Etiud Filmowych w kategorii dokument | Grand Prix Konkursu Etiud Filmowych w kategorii filmów animowanych | Grand Prix w Konkursie Etiud Filmowych w kategorii dokument | Grand Prix w Konkursie Etiud Filmowych w kategorii fabuła                 | Nagroda Jugend Forum Młodych  |
| ------ | ------------------------------------------------ | --- | --------------------------------------------------- | --------------------------------------- | --- | ------------------------------------------------------------------------ | ------------------------------------------ | --------------------------------------- | -------------------------------------------------------------- | ----------------------------------------------------------------------------- | ---------------------------------------------------------- | ----------------------------------------- | ------------------------------------------------------------------ | ------------------------------------------------------------------ | ----------------------------------------------------------- | ------------------------------------------------------------------------- | ----------------------------- |
| 2003   | Myśl, reż. Dominika Bilik, Wojciech Świątkiewicz | | Myśl, reż. Dominika Bilik, Wojciech Świątkiewicz    | (U)śmiech losu, reż. Sebastian Twarogal | |                                                                          |                                            |                                         |                                                                |                                                                               |                                                            |                                           |                                                                    |                                                                    |                                                             |                                                                           | Niedziela, reż. Jan Bartoszek |
| 2004   | Po cud, reż. Jarosław Sztandera                  | Litera, reż. Marcin Latanik Poczekalnia, reż. Marzena Więcek                                                | ... jeden dzień bliżej kina, reż. Joanna Sokołowska |                                         | |                                                                          |                                            |                                         |                                                                |                                                                               |                                                            |                                           |                                                                    |                                                                    |                                                             |                                                                           |                               |
| 2005   | A ty?, reż. Szymon Jakubowski                    | Ostatnia stacja, reż. Tomasz Piech Twarz Józefa T., reż. Jakub Stożek Tutaj i tutaj, reż. Magdalena Osińska | Marco P. i złodzieje rowerów, reż. Bodo Kox         |                                         | |                                                                          |                                            |                                         |                                                                |                                                                               |                                                            |                                           |                                                                    |                                                                    |                                                             |                                                                           |                               |
| 2006   | x2, reż. Bartosz Paduch                          | Hotel, reż. Karolina Bielawska Koperta, reż. grupa DDN Rzeszów                                              | x2, reż. Bartosz Paduch                             |                                         | |                                                                          |                                            |                                         |                                                                |                                                                               |                                                            |                                           |                                                                    |                                                                    |                                                             |                                                                           |                               |
| 2007   | Próba mikrofonu, reż. Tomasz Jurkiewicz          | Miasto ucieczki, reż. Wojciech Kasperski Dom kultury, reż. Marek Kosowiec                                   | Miasto ucieczki, reż. Wojciech Kasperski            |                                         | |                                                                          |                                            |                                         |                                                                |                                                                               |                                                            |                                           |                                                                    |                                                                    |                                                             |                                                                           |                               |
| 2008   |                                                  | Kilka prostych słów, reż. Anna Kazejak Poddasze, reż. Łukasz Bursa Edina, reż. Nenad Mikovič                | Kongola, reż. Sylwester Jakimow                     |                                         | | Agent 700, reż. Grzegorz Borowiak                                        | Kongola, reż. Sylwester Jakimow            |                                         |                                                                |                                                                               |                                                            |                                           |                                                                    |                                                                    |                                                             |                                                                           |                               |
| 2009   |                                                  | Kredens, reż. Jacob Dammas Pomiędzy, reż. Anna Kasperska, Michał Stenzel                                    | Wesołych Świąt, reż. Tomasz Jurkiewicz              |                                         | | Szczęście, reż. Michał Mróz Marionetki, reż. Michał Mróz, Marta Szymanek | Luksus, reż. Jarosław Sztandera            |                                         |                                                                |                                                                               |                                                            |                                           |                                                                    |                                                                    |                                                             |                                                                           |                               |
| 2010   |                                                  | Walt Whitman: Do Ciebie, reż. Jakub Gryzowski Osiem, reż. Paweł Jóźwiak-Rodan                               | Szczęściarze, reż. Tomasz Wolski                    |                                         | | Nikifor - moje drugie imię, reż. Rafał Gużkowski                         | Brzydkie Słowa, reż. Marcin Maziarzewski   |                                         |                                                                |                                                                               |                                                            |                                           |                                                                    |                                                                    |                                                             |                                                                           |                               |
| 2011   |                                                  | Paradoks przeznaczenia, reż. Łukasz Byczyński Gdyby ryby mają głos, reż. Tomasz Jurkiewicz                  | Sztuka narzekania, reż. Karolina Łuczak             |                                         | | Getto Gospel, reż. Jakub Radej                                           | Twist&Blood, reż. Kuba Czekaj              |                                         |                                                                |                                                                               |                                                            |                                           |                                                                    |                                                                    |                                                             |                                                                           |                               |
| 2012   |                                                  | Dzisiaj w Warszawie, jutro gdzieś w świecie, reż. Grzegorz Brzozowski Rosa Alba, reż. Beniamin Szwed        | Polska za 20 lat, reż. Adrian Łapczyński            |                                         | | Czarna niedziela, reż. Maciej Jasiński oraz Jarosław Piskozub            | Portret z pamięci, reż. Marcin Bortkiewicz | Ludzie normalni, reż. Piotr Złotorowicz |                                                                |                                                                               |                                                            |                                           |                                                                    |                                                                    |                                                             |                                                                           |                               |
| 2013   |                                                  | Potencjalne problemy dozorcy Mariana, reż. Tomasz Pawlak Portier z Hotelu Mewa, reż. Michał Janów           | Mazurek, reż. Julia Kolberger                       |                                         | | Franek reż. Bartek Tryzna                                                | Ziegenort, reż. Tomasz Popakul             |                                         |                                                                |                                                                               |                                                            |                                           |                                                                    |                                                                    |                                                             |                                                                           |                               |
| 2014   |                                                  | | Superjednostka reż. Teresa Czepiec                  |                                         | | Czekając na tramwaj, reż. Rafał Paluszkiewicz                            |                                            |                                         | Wrona, reż. Przemysław Chrobak                                 | Nieprawdopodobnie elastyczny człowiek, reż. Karolina Specht                   |                                                            | Ojcze Masz, reż. Kacper Lisowski          | Superjednostka, reż. Teresa Czepiec                                |                                                                    | Punkt wyjścia, reż. Michał Szcześniak                       | Magma reż. Paweł Maślona                                                  |                               |
| 2015   |                                                  | | Dzień Babci reż. Miłosz Sakowski                    |                                         | | Drumla reż. Tomasz Pawlak                                                |                                            |                                         | Dzień Dobry reż. Milena Dutkowska                              |                                                                               |                                                            |                                           |                                                                    | Niebieski pokój reż. Tomasz Siwiński                               | Love, Love reż. Grzegorz Zariczny                           | Dzień Babci reż. Miłosz Sakowski                                          |                               |
| 2016   |                                                  | | Więzi reż. Zofia Kowalewska                         |                                         | | Skorupki: Film o szczęściu reż. Michał Turlewicz                         |                                            |                                         | Dzień, w który… reż. Wojciech Klisz Odbicie reż. Monika Dróżdż | Zaczyn reż. Artur Hanaj Figury niemożliwe i inne historie II reż. Marta Pajek |                                                            |                                           |                                                                    | Gyros dance reż. Piotr Loc Hoang Ngoc                              | Nauka reż. Emi Buchwald                                     | Otwarcie reż. Piotr Adamski                                               |                               |
| 2017   |                                                  | |                                                     |                                         | dla Magdaleny Czerwińskiej za role w filmach: Powrót, Żabi Król, Spitzbergen dla Krzysztofa Kowalewskiego za rolę w filmie Ja i mój tata | Pomarańcze reż. Piotr Szczyszyk i Maciej Bogdański                       |                                            |                                         |                                                                |                                                                               | Wielki Tydzień reż. Jarosław Fret Mleko reż. Urszula Morga |                                           |                                                                    | Satin reż. Łukasz Rusinek                                          | Proch reż. Jakub Radej                                      | Powrót reż. Damian Kocur                                                  |                               |
| 2018   |                                                  | | Atlas reż. Maciej Kawalski                          |                                         | | Syzyfy reż. Jan Gruszka                                                  |                                            |                                         |                                                                | Nie masz dystansu reż. Karina Paciorkowska                                    | Users reż. Jakub Piątek                                    |                                           |                                                                    | III reż. Marta Pajek                                               | Siostry reż. Michał Hytroś                                  | Szczęście reż. Maciej Buchwald                                            |                               |
| 2019   |                                                  | | Marcel, reż. Marcin Mikulski                        |                                         | | TEST, reż. Tomasz Wiśniewski                                             |                                            |                                         | Twoje własne światło, reż. Adrianna Hertman                    | Rok, reż. Małgorzata Bosek - Serafińska                                       |                                                            |                                           |                                                                    | Acid rain, reż. Tomasz Popakul                                     | Strawberry boys reż. Michał Toczek                          | Nie zmieniaj tematu, reż. Hubert Patynowski Moje serce, reż. Damian Kocur |                               |
| 2020   |                                                  | | Deszcz reż. Piotr Milczarek                         |                                         | | Tryptyk o mojej klasie reż. Marcin Ratajczyk                             |                                            |                                         | Master Shot reż. Marcin Stenzel                                |                                                                               |                                                            |                                           |                                                                    | Ostatnia wieczerza reż. Piotr Dumała                               | Opowieść o dwóch siostrach, reż. Jakub Prysak               | Na krańcu miasta reż. Daria Kasperek                                      |                               |